# سرزمین دونات
سرزمین دونات (انگلیسی: Donut County) یک بازی ویدئویی در سبک معمایی است که توسط آناپورنا اینتراکتیو و در سال ۲۰۱۸ و در پلت‌فرم‌های مایکروسافت ویندوز، آی‌اواس، مک‌اواس، پلی‌استیشن ۴، ایکس‌باکس وان، و نینتندو سوئیچ منتشر شده است.